# Заречный (Никольский район)
Заре́чный — посёлок Никольского района Пензенской области, входит в состав Ночкинского сельсовета.

## История
В 1960 году указом Президиума Верховного Совета РСФСР деревня Говендяевка переименована в Заречную.

## Население
| 2010 |
| ---- |
| 43   |

## Улицы
- ул. Верхняя,
- ул. Громкова,
- ул. Речная.

## Известные уроженцы
- Громков, Сергей Фёдорович (1917—1984) — советский военнослужащий, старшина. Полный кавалер ордена Славы.